# Out of the Drifts
Out of the Drifts er en amerikansk stumfilm fra 1916 af J. Searle Dawley.

## Medvirkende
- Marguerite Clark som Elise.
- Jack W. Johnston som Rudolph.
- Albert Gran som Benedict.
- William Courtleigh Jr. som George Van Rensselaer.
- Ivan F. Simpson som Martin.